# Hymns for the Broken
Hymns for the Broken è il nono album in studio del gruppo musicale progressive metal svedese Evergrey, pubblicato nel 2014.

## Tracce
1. The Awakening – 1:42
2. King of Errors – 5:42
3. A New Dawn – 4:37
4. Wake a Change – 4:50
5. Archaic Rage – 6:28
6. Barricades – 4:59
7. Black Undertow – 5:03
8. The Fire – 4:12
9. Hymns for the Broken – 4:58
10. Missing You – 3:27
11. A Grand Collapse – 7:48
12. The Aftermath – 7:27

## Formazione
- Tom S. Englund – chitarra, voce
- Rikard Zander – tastiere
- Johan Niemann – basso
- Henrik Danhage – chitarra
- Jonas Ekdahl – batteria